# Archaeovenator hamiltonensis
L'archeovenator (Archaeovenator hamiltonensis) è un tetrapode estinto, appartenente ai pelicosauri. Visse nel Carbonifero superiore (circa 305 - 300 milioni di anni fa) e i suoi resti fossili sono stati ritrovati in Nordamerica. 

## Descrizione
Questo animale era di piccole dimensioni, e non doveva superare la lunghezza di 30 - 40 centimetri. L'unico esemplare noto è uno scheletro quasi completo dotato di cranio, con zampe e cinti leggermente separati dal resto dello scheletro. Il cranio di Archaeovenator era piuttosto piccolo se rapportato a quello dei suoi stretti parenti (come Varanops). Le narici, al contrario di altri forme simili come Heleosaurus, non erano arretrate. La mandibola era molto sottile, mentre la mascella e lo jugale erano piuttosto profondi. I denti erano piccoli, aguzzi e di forma e misura omogenee. Le vertebre cervicali erano piuttosto robuste, mentre le costole dorsali corte fanno supporre che questo animale possedesse un corpo sottile. Le zampe erano gracili, mentre le dita erano insolitamente lunghe. In generale, la forma del corpo richiamava quella degli attuali varani arboricoli di piccole dimensioni.

## Classificazione
Questo animale venne descritto per la prima volta nel 2003, sulla base di fossili ritrovati nella contea di Greenwood, in Kansas, in strati del Pennsylvaniano superiore. Archaeoevenator hamiltonensis (il cui nome significa "antico cacciatore della cava Hamilton") è considerato il più antico e primitivo membro dei varanopseidi, un gruppo di pelicosauri generalmente di piccole dimensioni, probabilmente posti sulla linea evolutiva che condusse ai mammiferi.

## Paleoecologia
Questo animale doveva essere un piccolo animale insettivoro. Data la morfologia degli arti, con le dita molto allungate, è possibile che fosse un animale arboricolo.